# خدرنق كيني
خدرنق كيني (الاسم العلمي: Cheiracanthium kenyaensis) هو نوع من العنكبوتيات يتبع جنس الخدرنق من الفصيلة العناكب الكيسية.